# Tacora cavichiolii
Tacora cavichiolii är en insektsart som beskrevs av Takiya et Mejdalani 2002. Tacora cavichiolii ingår i släktet Tacora och familjen dvärgstritar. Inga underarter finns listade i Catalogue of Life.